# 锦江山公园
锦江山公园位于中国辽宁省丹东市锦江山南麓的山上街93号，南距鸭绿江岸1.8公里，占地面积151公顷。

## 历史
锦江山公园原名镇江山公园，建于1905年。始建时日本僧人在镇江山（今锦江山）建临济寺，之后又修建了安东神社（后改为翠薇坪）、八幡宫和忠魂碑。1912年，南满洲铁道株式会社在镇江山开辟休息游玩场地。1918年前后，住在中国东北的日本人公选“满洲八景”，镇江山被选为第一位。1932年增设东天阁（现锦江亭）、三角亭、摔跤场、荷花池和动物园。1924年，安东神社大鸟居（今公园大门）建成，当时为木结构，于1935年改建为混凝土结构。1948年兴建“辽东解放烈士纪念塔”，于中华人民共和国建国前夕投入使用。1949年，东天阁改名为镇江亭。1959年，公园大门改建为具有民族风格的牌坊，并一直沿用至今。1965年，镇江山公园改称锦江山公园，同时镇江亭改名为现在的锦江亭。1966年，为迎接西哈努克亲王来丹，锦江亭加高为二层，并修建环山路。1995年文化园建成，2002年重建锦江亭。2008年7月1日，曙光阁竣工。

## 园内景观
锦江山公园内共有八个景区，分别为门区、中心活动区、儿童游乐区、动植物观赏区、公园管理区、文化娱乐区、登高远眺区和森林休息区。
主要景观有牌坊式公园大门、锦江亭、曙光阁、回归阁、文化园、动物园、温室花卉观赏区、辽东解放烈士纪念塔等。

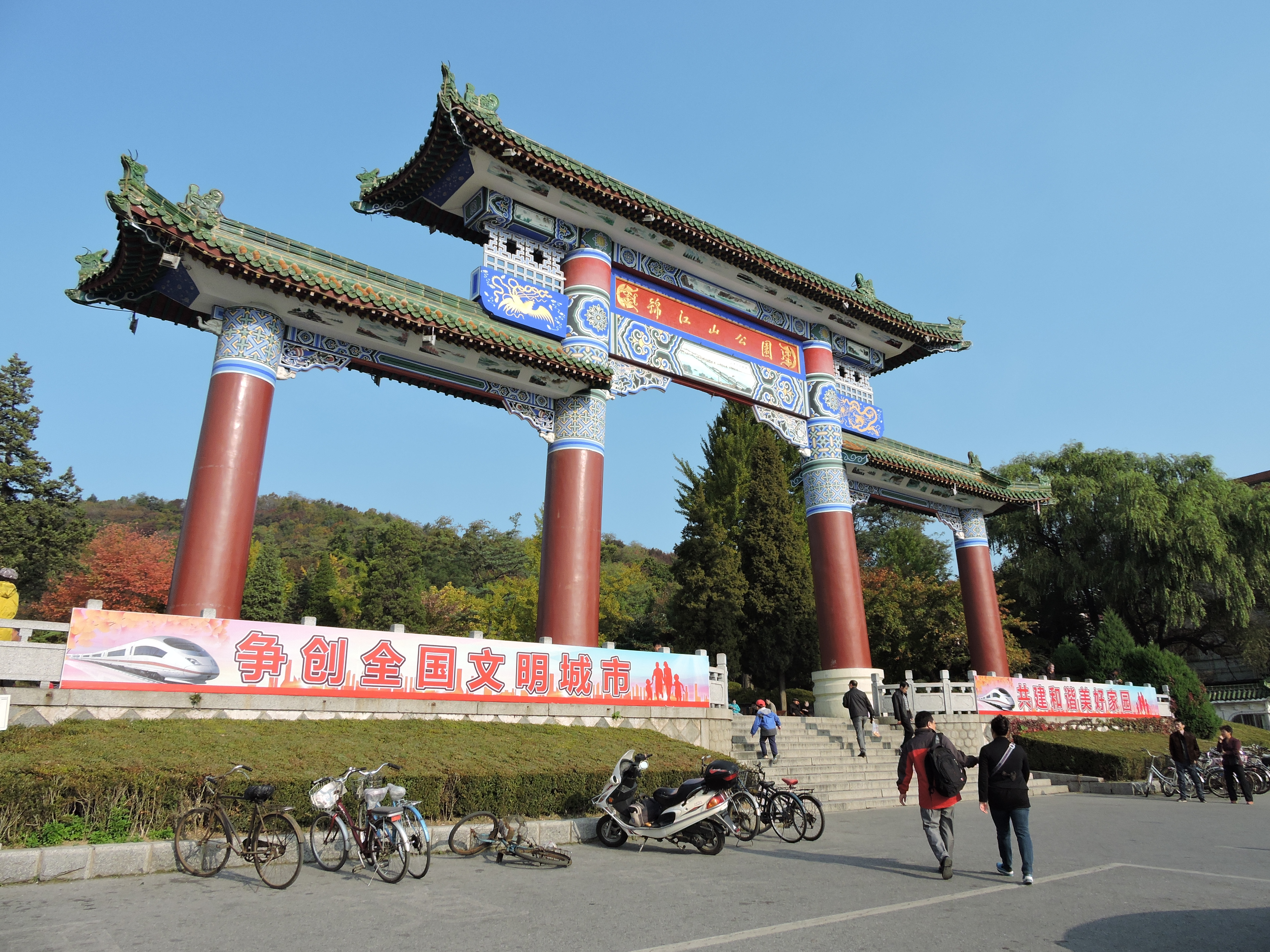
公园大门，由安东神社大鸟居改建而来
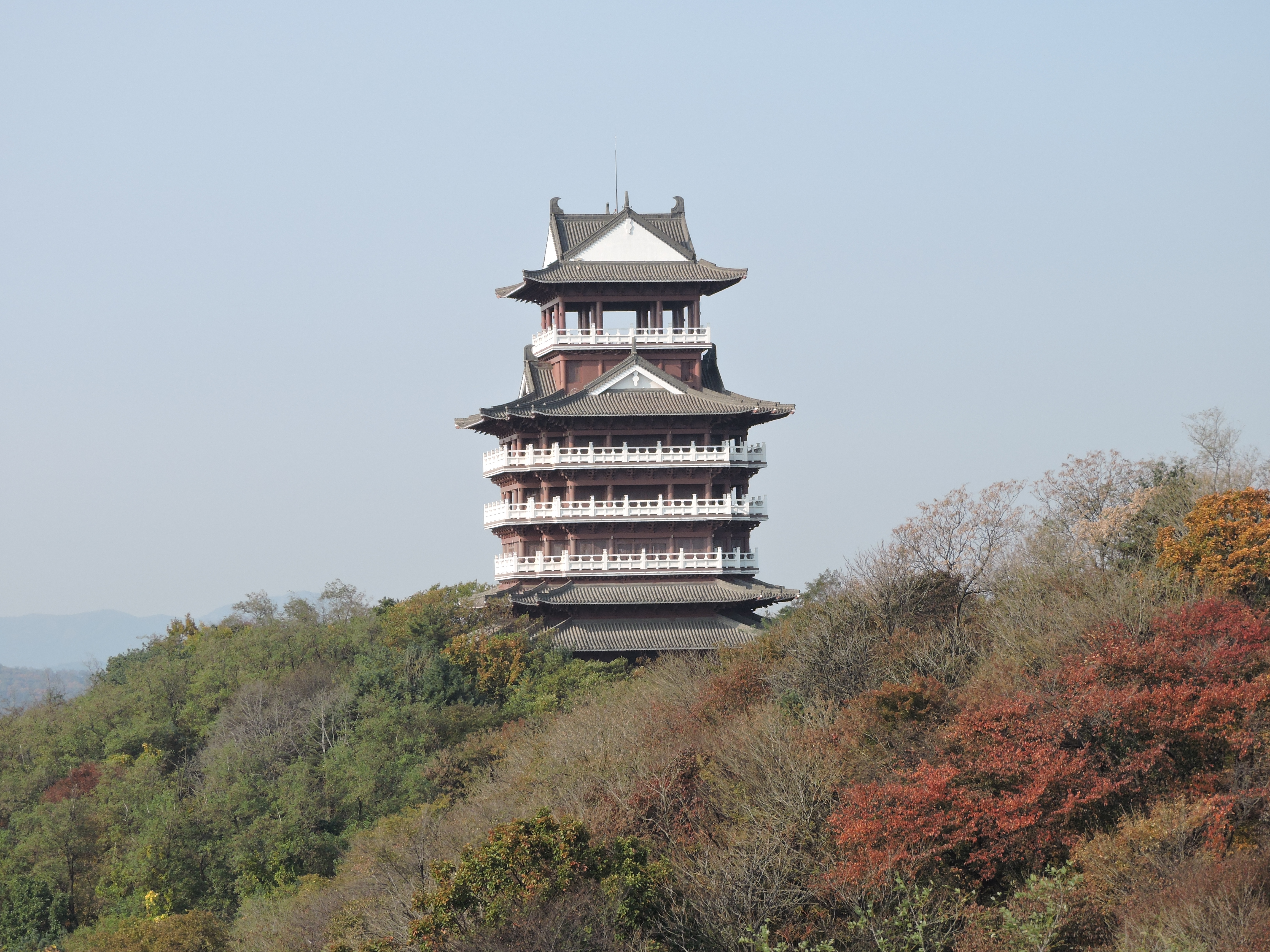
曙光阁
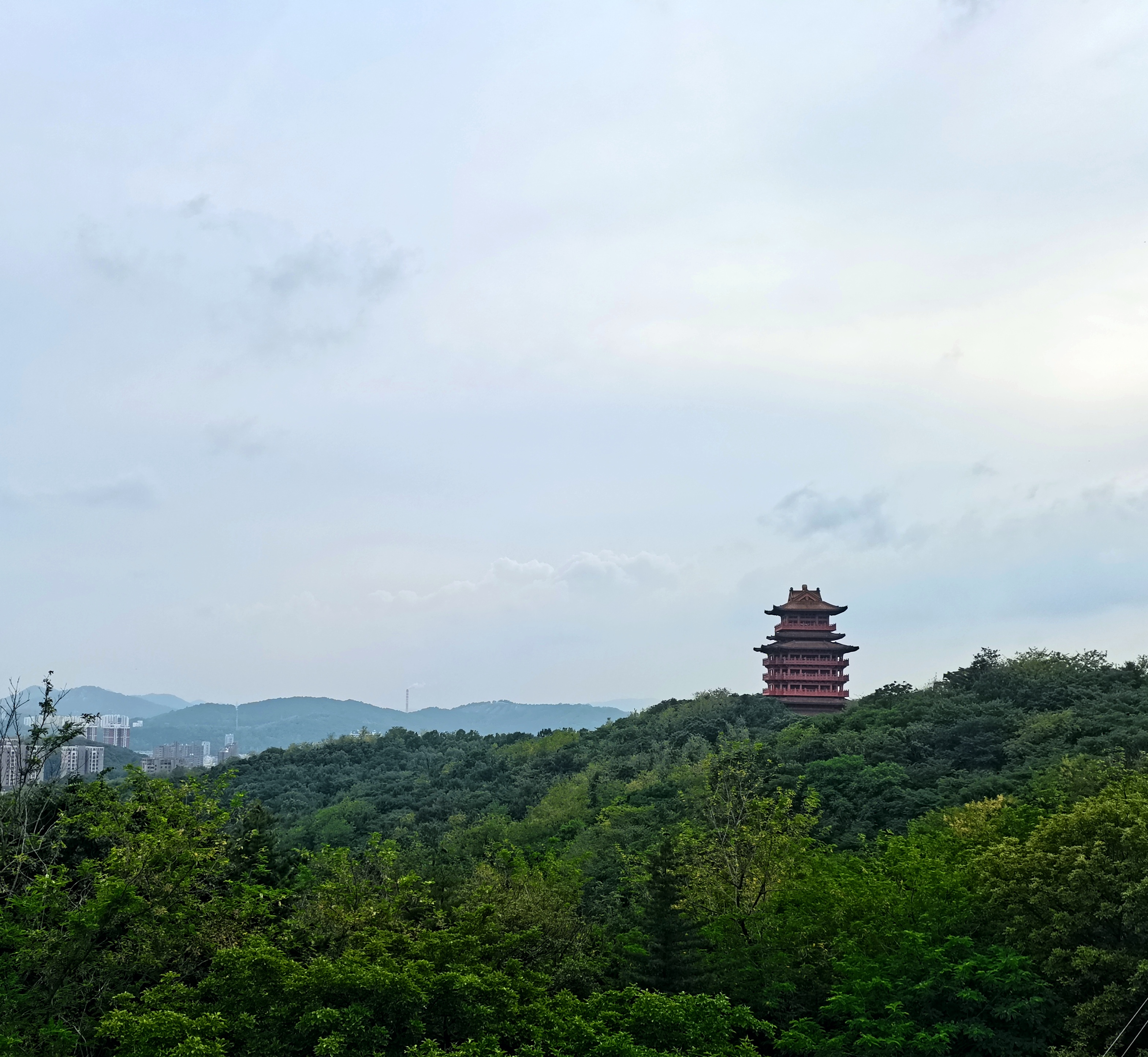
自锦江亭眺望三靖阁
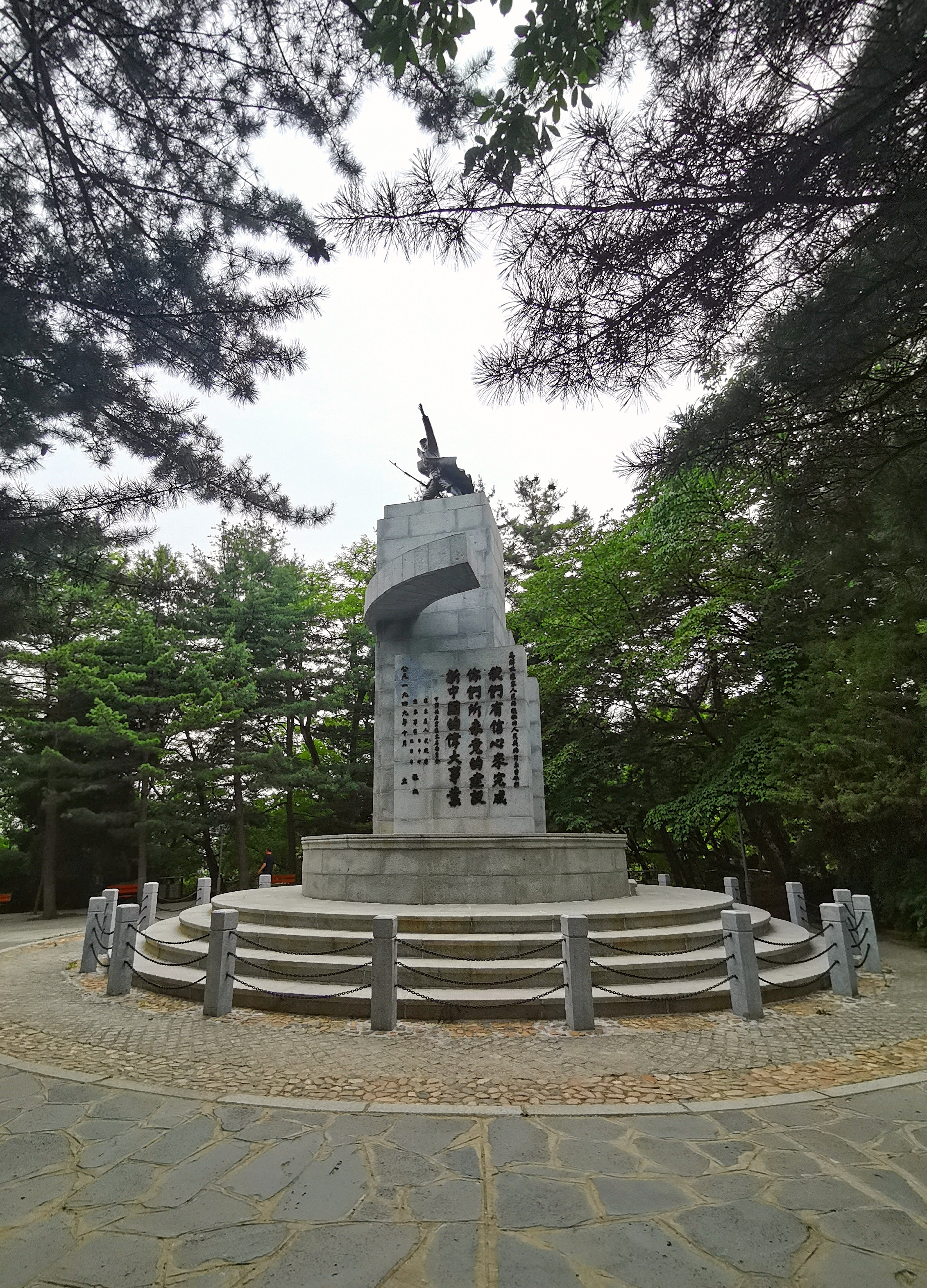
辽东解放烈士纪念塔
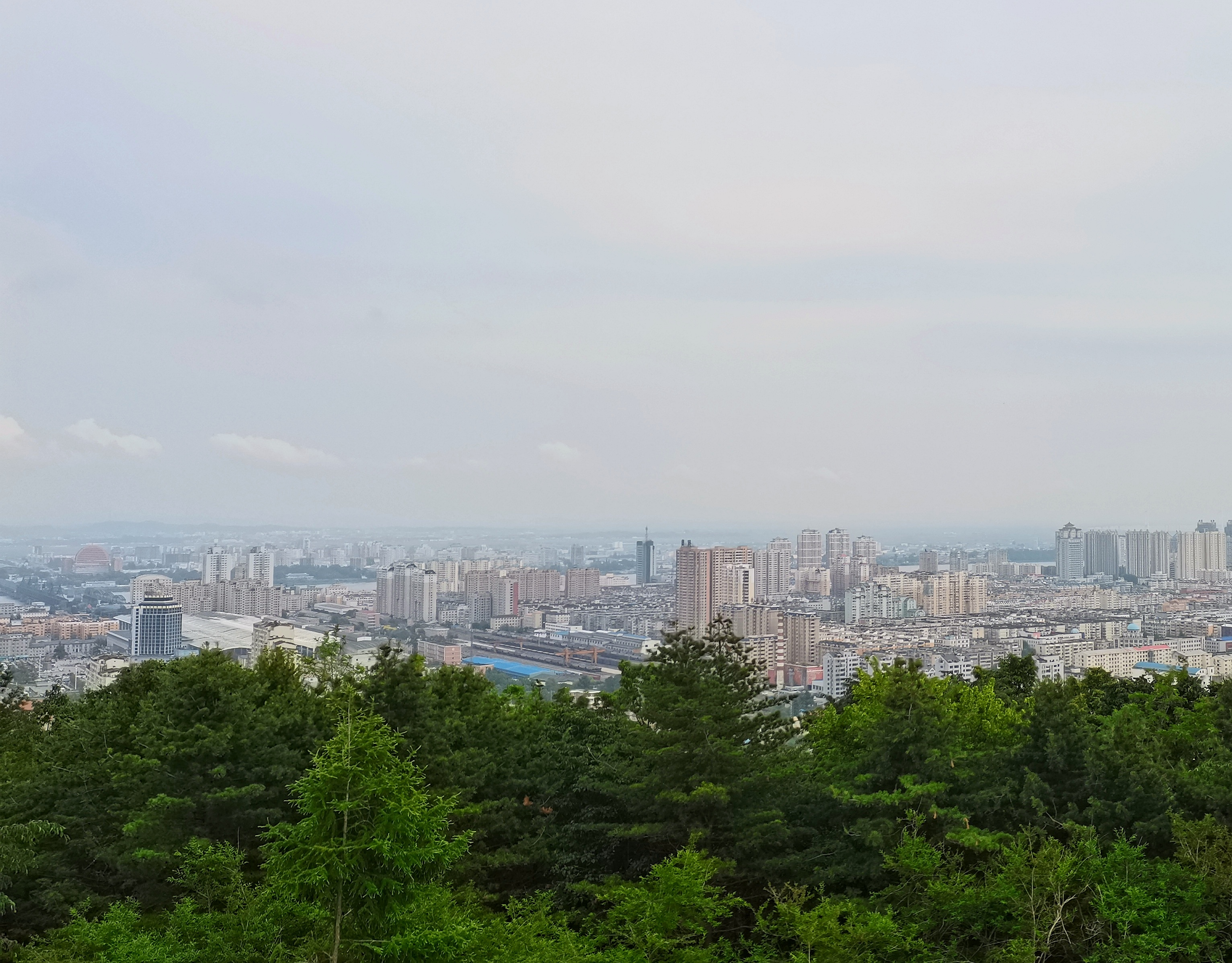
自锦江亭眺望丹东市区及朝鲜新义州

### 锦江亭
锦江亭高17.5米，三层六角、攒尖、贴金宝顶。亭中设有石栏、石柱、石桌、石凳。登亭可以俯瞰丹东市及朝鲜新义州市市区的景色。

### 曙光阁
曙光阁位于锦江亭西侧300米的“火焰山”山顶，建筑面积1678平方米，高41米，共分七层。

### 回归阁
回归阁为两层民族式建筑，高12米，底层为正方形，中间由红绿两色组成“回”字形；二层是八角垂檐，攒尖建筑。回归阁八面彩绘香港八景。外广场由1997块花岗岩铺成，象征着香港在1997年回归中国。

### 文化园
文化园位于公园中心靠西，设有6个景区，即书碑林、长寿林、谜林、歌廊、画廊以及丹东文化史墙。占地面积一万多平方米。

### 辽东解放烈士纪念塔
辽东解放烈士纪念塔位于公园中心，由环形塔基、塔座、方型塔身、铜铸塑像四部分构成，高10.73米，塔顶矗立着一尊铜铸解放军战士塑像，高2.08米。是辽宁省文物保护单位。